# Gåstjärnen (Junsele socken, Ångermanland, 705434-156520)
Gåstjärnen är en sjö i Sollefteå kommun i Ångermanland och ingår i Ångermanälvens huvudavrinningsområde.